# Albanië op het Europees kampioenschap voetbal 2024
Albanië was een van de deelnemende landen aan het Europees kampioenschap voetbal 2024 in Duitsland. Het land kwalificeerde zich rechtstreeks als groepswinnaar van Poule E van de kwalificatiereeks.
Albanië kwam op het EK 2024 uit in Poule B. Het land werd tijdens de loting voor de poulefase gekoppeld aan drievoudig Europees kampioen Spanje, regerend Europees kampioen Italië en aan Kroatië.
Albanië eindigde na nederlagen tegen Italië (2-1) en Spanje (0-1), en een gelijkspel tegen Kroatië (2-2) laatste in de poule, waarmee het uitgeschakeld werd op het EK 2024.

## Geschiedenis
Het was de tweede deelname van Albanië aan een eindtoernooi, na kwalificatie voor het EK 2016 in Frankrijk. Albanië eindigde na nederlagen tegen gastland Frankrijk en Zwitserland en een overwinning op Roemenië als derde in de poule waardoor het na de poulefase gelijk uitgeschakeld was.

## Kwalificatie
Albanië werd voor de kwalificaties van het EK 2024 ingedeeld in Poule E, een groep met Polen, Tsjechië, Moldavië en Faröer.
De Albanezen behaalden 15 punten en werden groepswinnaar waardoor het land direct gekwalificeerd was voor het EK 2024. Albanië won in eigen huis van Polen, Tsjechië en Moldavië en  speelde gelijk - nadat kwalificatie al binnen was - tegen Faröer. Buitenshuis won Albanië van  Faröer, speelde het gelijk tegen Tsjechië en Moldavië en verloor het in Polen.  

## EK 2024
De loting voor de poulefase van het hoofdtoernooi in Duitsland vond plaats op 2 december 2023 in Hamburg. Albanië werd ingedeeld in poule B met Spanje, Italië en Kroatië. Het eindigde laatste in de poule na nederlagen tegen Italië (2-1) en Spanje (0-1) en een gelijkspel tegen Kroatië (2-2). 
FSHF · A-internationals · Bondscoaches · Statistieken · Albanees vrouwenelftal · Olympisch elftal · Albanië U21 · Albanië U20 · Albanië U19 · Albanië U18 · Albanië U17 · Albanië U16
1946 – 1949 · 
1950 – 1959 · 
1960 – 1969 · 
1970 – 1979 · 
1980 – 1989 · 
1990 – 1999 · 
2000 – 2009 · 
2010 – 2019 ·
2020 – 2029
EK 2016 · EK 2024
1946 · 
1947 · 
1948 · 
1949 · 
1950 · 
1951 · 
1952 · 
1953 · 
1954 · 1955 · 1956 · 
1957 · 
1958 · 
1959 · 1960 · 1961 · 1962 · 
1963 · 
1964 · 
1965 · 
1966 · 
1967 · 
1968 · 1969 · 
1970 · 
1971 · 
1972 · 
1973 · 
1974 · 1975 · 
1976 · 
1977 · 1978 · 1979 · 
1980 · 
1981 · 
1982 · 
1983 · 
1984 · 
1985 · 
1986 · 
1987 · 
1988 · 
1989 · 
1990 · 
1991 · 
1992 · 
1993 · 
1994 · 
1995 · 
1996 · 
1997 · 
1998 · 
1999 · 
2000 · 
2001 · 
2002 · 
2003 · 
2004 · 
2005 · 
2006 · 
2007 · 
2008 · 
2009 · 
2010 · 
2011 · 
2012 · 
2013 · 
2014 · 
2015 · 
2016 · 
2017 · 
2018 ·
2019 ·
2020 ·
2021 ·
2022 ·
2023 ·
2024
Algerije ·
Andorra ·
Argentinië ·
Armenië ·
Azerbeidzjan ·
Bahrein ·
België ·
Bosnië en Herzegovina ·
Bulgarije ·
Chili ·
China ·
Cuba ·
Cyprus ·
DDR ·
Denemarken ·
Duitsland ·
Engeland ·
Estland ·
Faeröer ·
Finland ·
Frankrijk ·
Georgië ·
Griekenland ·
Hongarije ·
Ierland ·
IJsland ·
Iran ·
Israël · 
Italië ·
Joegoslavië ·
Jordanië ·
Kameroen ·
Kazachstan ·
Kosovo ·
Kroatië ·
Letland ·
Liechtenstein ·
Litouwen ·
Luxemburg ·
Malta ·
Marokko ·
Mexico ·
Moldavië ·
Montenegro ·
Nederland ·
Noord-Ierland ·
Noord-Macedonië ·
Noorwegen ·
Oekraïne ·
Oezbekistan ·
Oostenrijk ·
Polen ·
Portugal ·
Qatar ·
Roemenië ·
Rusland ·
San Marino ·
Saoedi-Arabië ·
Schotland ·
Servië ·
Slovenië ·
Spanje ·
Tsjechië ·
Tsjecho-Slowakije ·
Turkije ·
Vietnam ·
Wales ·
Wit-Rusland ·
Zweden ·
Zwitserland
Frankrijk (2016) · 
Roemenië (2016) · 
Zwitserland (2016)